# Barnagölen (Eksjö socken, Småland)
Barnagölen är en sjö i Eksjö kommun i Småland och ingår i Emåns huvudavrinningsområde.